# Halančík diamantový
Halančík diamantový (Aphyosemion exiguum) je sladkovodní paprskoploutvá ryba z čeledi afrických halančíkovitých (Nothobranchiidae). Pochází z pralesů tropické Afriky – z Kamerunu, Rovníkové Guiney, Gabonu a Konga. Česky je někdy označován i jako halančík skvostný.
Ryby jsou dlouhé přibližně 4,5 cm. Samečci jsou mnohem barevnější než samičky a kromě toho mají špičaté konce ploutví.

## Chov
Tuto rybu je možno chovat jak v menším speciálním akváriu, tak i ve společenském akváriu s podobnými, stejně mírumilovnými rybami. Má se v něm však vyskytovat hodně plovoucích a jemnolistých rostlin a pokrytí dna má sestávat z vyluhované rašeliny. Do nádrže nemá svítit sluneční světlo a ryby mají mít dostatek možností úkrytu.
Ryby přijímají převážně drobnou živou potravu, ale ve výjimečných případech jim lze také podávat suché krmivo.